# Пантелюк Марія Петрівна
Марія Петрівна Пантелюк (1933, село Іллінці, тепер Снятинського району Івано-Франківської області — ?) — українська радянська діячка, ланкова колгоспу імені Шевченка Заболотівського району Станіславської (Івано-Франківської) області. Депутат Верховної Ради СРСР 5-го скликання.

## Біографія
Народилася в селянській родині. Закінчила семирічну сільську школу. Член ВЛКСМ.
З 1948 року — колгоспниця, з 1953 року — ланкова колгоспу імені Шевченка села Іллінці Заболотівського (тепер — Снятинського) району Станіславської (Івано-Франківської) області. Вирощувала високі врожаї цукрових буряків.

## Нагороди та звання
- орден Леніна (26.02.1958)
- бронзова медаль Всесоюзної сільськогосподарської виставки
- медалі
- почесна грамота ЦК ВЛКСМ
- почесна грамота ЦК ЛКСМУ